# László Cseh (football)
Pour les articles homonymes, voir Cseh.
László Cseh (né le 4 avril 1910 à Budapest en Autriche-Hongrie et mort le 8 janvier 1950 à Budapest en Hongrie) était un joueur de football international et un entraîneur hongrois, qui évoluait au milieu de terrain.

## Biographie
Il joue durant sa carrière entre 1926 et 1941 dans de nombreux clubs hongrois dont MTK Hungária FC ou encore Kispesti AC.
International avec l'équipe de Hongrie de 1932 à 1939, il participe à la coupe du monde 1938 en France.